# جورج غواسك
جورج غواسك (بالإسبانية: Jorge Guasch)‏ مواليد 17 يناير 1961 في ايتا، باراغواي، هو لاعب كرة قدم باراغواياني سابق كان يلعب في مركز الوسط. سبق له أن لعب في كأس العالم لكرة القدم مع منتخب بلاده في مونديال عام 1986.

## المسيرة الاحترافية

### أندية لعب لها
- أوليمبيا أسونسيون

## روابط خارجية
- جورج غواسك على موقع الاتحاد الدولي (مؤرشف)  (الإنجليزية)
- جورج غواسك على موقع الاتحاد الأوربي (الإنجليزية)
- جورج غواسك على موقع قاعدة بيانات كرة القدم.إي يو (الإنجليزية)
- جورج غواسك على موقع ناشيونال فوتبول تيمز (الإنجليزية)
- جورج غواسك على موقع عالم كرة القدم.نت (الإنجليزية)